# Ылым
«Ылым» (туркм. Ylym — «наука») — туркменское государственное научное издательство, основанное в Ашхабаде в 1952 году и действующее при Академии наук Турменистана.

## История
Издательство «Ылым» было создано в феврале 1952 года как издательство при Академии наук Туркменской ССР. Оно продолжило выпуск печатной продукции, ранее выходившей при Туркменском филиале АН СССР.
В ноябре 1963 года издательство было объединено с издательством «Туркменистан» и помещено в ведение Госкомиздата Туркменской ССР. В этот период резко сократился объём выпускаемых изданий. 1 октября 1966 года издательство вернулось в ведение Академии наук Туркменской ССР.
После обретения Туркменистаном независимости продолжает действовать при Академии наук Туркменистана.

## Деятельность
За 1950—1980 годы издательство выпустило 20 616 учётно-издательских листов печатной продукции, из них 17 268 листов — книги и брошюры.
Издательство выпустило фундаментальные монографии
- «История Туркменской ССР» (1957, в двух томах),
- «История сельского хозяйства и дайханства Советского Туркменистана» (1979),
- «История туркменской литературы» (1967—1982, в шести томах).

В издательстве выходили научные журналы
- «Известия Академии наук Туркменской ССР» (серии физико-технических, химических и геологических наук; биологических наук; общественных наук),
- «Труды Южно-Туркменистанской археологической комплексной экспедиции» (с 3-го тома),
- «Проблемы освоения пустынь».

Также издательство выпускало тематические сборники, словари, справочники и научно-популярные брошюры.

## Статистика
Выпуск печатной продукции по десятилетиям (включая выпущенное Туркменским филиалом АН СССР):
- 1940-е: около 500 учётно-издательских листов
- 1950-е: около 3000 листов
- 1960-е: около 5500 листов
- 1970-е: около 7500 листов